# محمد دريش (أكاديمي)
محمد دريش ((بالأمازيغية: ⵎoⵀⴰⵎⴻⴷ ⴷⴻⵔⵉⵛⵀⴻ)، (بالإنجليزية: Mohamed Deriche)‏) هو عالم كهرباء جزائري ينحدر من مدينة سوق الحد بولاية بومرداس في منطقة القبائل وجبال الخشنة وعروش زواوة، وهو من مواليد سنة 1962م.

## النشأة في الجزائر
تلقى محمد دريش تعليمه الابتدائي والمتوسط والثانوي في مدينة برج منايل ضمن ولاية بومرداس في الجزائر إلى غاية سنة 1980م.
ونال تعليما راقيا في مدارس منطقة عرش آيث عيشة التي ينحدر منها تحديدا من قرية آيث حمادوش في بلدية سوق الحد ضمن منطقة الخشنة ومنطقة القبائل وعروش زواوة بالقرب من وادي يسر ووادي سيباو.
ثم انتقل بعد نيله شهادة البكالوريا من ثانوية الشافعي في عام 1980م من برج منايل إلى مدينة الجزائر لمتابعة دراسته الجامعية في المدرسة الوطنية متعددة التقنيات بالجزائر إلى غاية عام 1984م حينما حاز شهادة مهندس دولة في الإلكترونيك.
وحملت أطروحته لشهادة مهندس دولة عنوان "التقريب الأمثل في الأنظمة التحريكية الخطية والأنظمة المستمرة [الفرنسية] كبيرة الأبعاد [الفرنسية]" (بالفرنسية: Approximation optimale des systèmes dynamiques linéaires continus de grande dimension)‏ تحت إشراف البروفيسور معمر بالطيب.

## الدراسات العليا
انتقل محمد دريش خلال عام 1985م إلى الولايات المتحدة الأمريكية لمتابعة دراساته العليا في الهندسة الكهربائية ضمن جامعة منيسوتا.
فتحصل خلال عام 1988م على شهادة ماجستير العلوم.
وحملت أطروحته لماجستير العلوم عنوان "موازنة التحميل [الإنجليزية] في الأنظمة غير المتجانسة الموزعة [الإنجليزية]" (بالإنجليزية: Load Balancing in Distributed Heterogeneous Systems)‏.
ثم واصل دراسته إلى غاية الحصول على شهادة الدكتوراه في الهندسة الكهربائية خلال عام 1992م من نفس الجامعة.
وحملت أطروحته للدكتوراه عنوان «الهندسة الكسيرية المصفاة المنفصلة في نمذجة الإشارات ومعالجتها» (بالإنجليزية: Discrete Filtered Fractals in Signal Modeling and Processing)‏.

## التربصات البحثية
شغل محمد دريش منصب باحث ما بعد الدكتوراه في جامعة منيسوتا ابتداء من 1992م.
وقد تابع هذا التربص البحثي في قسم التصوير بالرنين المغناطيسي إلى غاية عام 1994م.

## إلقاء المحاضرات
انتقل محمد دريش خلال عام 1994م إلى جامعة كوينزلاند للتقنية في أستراليا ليشغل منصب محاضر في الهندسة الكهربائية.
ثم حاز على مرتبة بروفيسور مشارك خلال الفترة ما بين 2000م و2001م في نفس الجامعة الأسترالية.

## مخبر البحث في معالجة الإشارة
انتقل محمد دريش خلال عام 2001م إلى جامعة الملك فهد للبترول والمعادن في المملكة العربية السعودية ليشرف على مختبر المعالجة الرقمية للإشارة في قسم الهندسة الكهربائية.
ولا يزال في عام 2017م مشرفا على ذات المختبر كمحاضر وباحث وبروفيسور.

## الجوائز
تكلل المسار العلمي للبروفيسور محمد دريش بالعديد من الجوائز العلمية والتقديرات لمجهوداته المتميزة.
فلقد نال خلال عام 1985م جائزة «أحسن طالب هندسة كهربائية» (بالإنجليزية: Best Electrical Engineering Student)‏ من طرف المدرسة الوطنية متعددة التقنيات بالجزائر.
ثم نال في عام 2000م جائزة «ميدالية الألفية الثالثة» (بالإنجليزية: IEEE Third Millennium Medal)‏ من طرف معهد مهندسي الكهرباء والإلكترونيات في الولايات المتحدة الأمريكية.
وحاز في عام 2006م تقدير «جائزة عبد الحميد شومان» (بالإنجليزية: IEEE Third Millennium Medal)‏ باعتباره «أحسن باحث في العالم العربي» (بالإنجليزية: Best Researcher in the Arab World)‏ في ميدان علوم الهندسة، وذلك من طرف مؤسسة عبد الحميد شومان الكائن مقرها في الأردن.
ثم تحصل في عام 2009م على تقدير «جائزة الامتياز في البحث» (بالإنجليزية: Excellence in Research Award)‏ من طرف جامعة الملك فهد للبترول والمعادن في المملكة العربية السعودية.

## المشاركات العلمية
نشر البروفيسور محمد دريش أكثر من 150 مقالا علميا معتمدا في ميدان الهندسة الكهربائية ومعالجة الإشارة.
وقد ساهم في تقديم العديد من البحوث العلمية والمحاضرات أثناء استضافته في ملتقيات علمية دولية.

## تكوين الطلبة والباحثين
أشرف البروفيسور محمد دريش على أكثر من 20 أطروحة دكتوراه وماجستير العلوم في مجال معالجة الإشارة.
كما تخرج بإشراف منه أكثر من طالب جامعي نال شهادة بكالوريوس العلوم في ميداني معالجة الإشارة ومعالجة الصور الرقمية.

## تمويل البحث العلمي والهبات
أشرف البروفيسور محمد دريش على إنجاز أكثر من 20 مشروعا علميا كبيرا عبر تمويل البحث العلمي والهبات.
فتحصل على هبة من طرف مجلس البحث الأسترالي [الإنجليزية].
ثم تحصل على هبة من طرف مدينة الملك عبد العزيز للعلوم والتقنية في المملكة العربية السعودية.

## الاهتمامات العلمية
ينشط البروفيسور «محمد دريش» علميا في مختلف المجالات العلمية:
- معالجة رقمية للإشارة متعددة النطاقات.
- المويجات، الهندسة الكسيرية.
- معالجة الإشارة الصوتية ومعالجة الصور الرقمية.
- المقاييس الحيوية (بصمة الأصبع، نظام التعرف على الوجه، بصمة العين، الصوت).

## الأبحاث العلمية
تتمثل الأبحاث العلمية للبروفيسور «محمد دريش» في تطوير طرق جديدة في ميدان النمذجة العلمية ومعالجة الإشارات الرقمية أحادية البعد وثنائية البعد.
ويركز البروفيسور في أبحاثه على المفاهيم النظرية حول ضغط البيانات وضغط البيانات غير المضيع والترميز المصدري، بالإضافة إلى التعرف على الإشارة ونظرية المعلومات.
ويتم تطبيق نتائج بحوث «محمد دريش» في ميادين الصوت عالي الجودة، التعرف على الأشخاص، تركيب المصنفات المتعددة، الوسائط المتعددة والتصوير المقطعي المحوسب.
وتتمحور أغلب أبحاث البروفيسور حول التقنيات متعددة الدقة [الإنجليزية] التي تتضمن المويجات والهندسة الكسيرية في مجال المعالجة الإحصائية للإشارة.
فقد قام بتطوير مقاربة جديدة حول بصمات الأصابع باستعمال المويجات والتكميم بشعاع التعليم [الإنجليزية] التي تتفوق على المقاربة النمطية لمكتب التحقيقات الفيدرالي.
وقام في مجال الصوتيات بتطوير مقاربة جديدة باستعمال المويجات والتنبؤ الخطي المشوه [الإنجليزية] التي أعطت نتائج ممتازة.
وطور كذلك في مجال المقاييس الحيوية مقاربة جديدة عبر تركيب عدة جوانب من تقنيات التعرف على الأشخاص.
ويعمل حاليا على تطوير مقاربات إحصائية جديدة قصد تسجيل صور طبية متحصل عليها بطرق عديدة عبر تحسين الخوارزمية التقليدية المسماة النقطة التكرارية الأقرب [الإنجليزية].

## ببليوجرافيا
- Marion Camarasa-Bellaube، Aurélien Yannic (2010). La Méditerranée sur les rives du Saint-Laurent: une histoire des Algériens au Canada [البحر الأبيض المتوسط على ضفاف نهر سانت لورانس: قصة جزائريين في كندا] (بالفرنسية). باريس: Editions Publibook. p. 224. ISBN:9782748380422. {{استشهاد بكتاب}}: تحقق من التاريخ في: |سنة= (help)صيانة الاستشهاد: لغة غير مدعومة (link)[8]

- Dissertation Abstracts International: The sciences and engineering [ملخصات الأطروحات العالمية: العلوم والهندسة] (بالإنكليزية). University Microfilms. 2003. {{استشهاد بكتاب}}: تحقق من التاريخ في: |سنة= (help)صيانة الاستشهاد: لغة غير مدعومة (link)[9]

- Martin Ratcliffe (2007). State of the Universe 2007: New Images, Discoveries, and Events [حالة الكون في 2007: صور جديدة، اكتشافات، وأحداث] (بالإنكليزية). برلين: Springer Science & Business Media. p. 193. ISBN:9780387688176. {{استشهاد بكتاب}}: تحقق من التاريخ في: |سنة= (help)صيانة الاستشهاد: لغة غير مدعومة (link)[10]

## مواضيع ذات صلة
- قائمة أعلام الجزائريين
- ثانوية الشافعي
- المدرسة الوطنية متعددة التقنيات بالجزائر
- جامعة منيسوتا
- جامعة كوينزلاند للتقنية
- مجلس البحث الأسترالي [الإنجليزية].
- معهد مهندسي الكهرباء والإلكترونيات
- جامعة الملك فهد للبترول والمعادن
- جائزة عبد الحميد شومان
- مدينة الملك عبد العزيز للعلوم والتقنية
- محمد دريش
- دحمان دريش (سياسي)
- إلياس دريش
- رشيد دريش
- دحمان دريش
- معمر بالطيب
- مصطفى إسحاق بوسحاقي
- توفيق بوسحاقي
- ولاية بومرداس
- عرش آيث عيشة
- دائرة الثنية
- بلدية ثنية بني عائشة
- بلدية سوق الحد
- بلدية برج منايل
- عمار بوحوش